# علي صديق
علي صديق (23 أكتوبر 1923 - 1992) هو قائد مقاومة مصري ضد الاحتلال البريطاني لمصر.

## حياته ونشأته
علي صديق فرج ولد في مدينة ههيا بمحافظة الشرقية في 23 أكتوبر 1923م وكان والده السيد فرج البحطيطي من أعيان التجار، وبعد رحلة طويلة تخرج في كلية الحقوق. وكان الابن الرابع في الترتيب. تلقى تعليمه في مدينة الزقازيق ثم التحق بجماعة الإخوان المسلمون وكان من رعيلها الأول ورفيقا للإمام حسن البنا. إنضم إلى المجاهدين في حرب فلسطين عام 1948 وتميز بشخصيته القوية والقيادية مما جعله قائدا لفصيلة كانت من أبرز انتصاراته على العدو قيامه بتفجير موكب مدرعات تابع للقوات الصهيونية. وكان قائدا في معارك الفدائيين بالقناة عام 1951 قبل جلاء الإنجليز عن مصر وقام بتفجير قطار إنجليزي محمل بالجنود والسلاح عند قرية الكاب قرب بورسعيد. تعرض للاعتقال مرات عديدة في عهد الملك فاروق الأول وجمال عبد الناصر تحمل التعذيب والتنكيل به حتى افرج عنه بعد نكسة 1967 بعد سنوات بالمعتقل. سرد سيرته في كتابه «الإخوان المسلمين بين إرهاب فاروق وعبد الناصر» عن دار الاعتصام، سافر بعدها لدولة الكويت وعمل بوزارة التربية والتعليم ومكث بها حوالي 20 عاما حتى عاد لمصر.

## وفاته
توفي عام 1992 متأثرا بمرض طويل.